# Thecabius nanjingensis
Thecabius nanjingensis är en insektsart. Thecabius nanjingensis ingår i släktet Thecabius och familjen långrörsbladlöss. Inga underarter finns listade i Catalogue of Life.